# لا لیگا ۱۸–۲۰۱۷
لا لیگا ۱۸–۲۰۱۷، که همچنین به دلیل اسپانسر تورنمنت با نام لالیگا سانتاندر شناخته می‌شود، ۸۷امین لیگ فوتبال سطح برتر کشور اسپانیاست که بین ۲۰ تیم برگزار می‌شود. این مسابقات از تاریخ ۱۸ اوت ۲۰۱۷ آغاز شد و در تاریخ ۲۰ مه ۲۰۱۸ به پایان رسید. این تاریخ‌ها در تاریخ ۲۱ ژوئیه ۲۰۱۷ منتشر شد. مدافع عنوان قهرمانی دوره قبل رئال مادرید می‌باشد. باشگاه فوتبال بارسلونا در این سال با قهرمانی خودش توانست بیست و پنجمین جام لالیگا را به موزه خود ببرد.

## نحوه برگزاری تورنمنت (پیش از فصل)

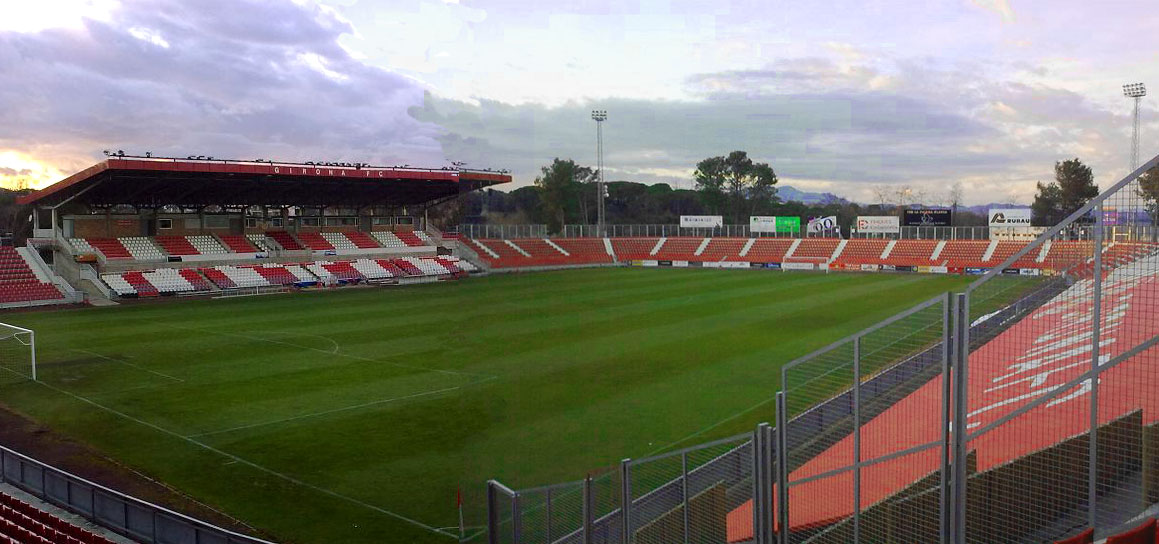
محل تمرین تیم فوتبال خیرونا

در مجموع ۲۰ تیم در لیگ به رقابت می‌پردازند، که شامل ۱۷ تیم از فصل قبلی یعنی لا لیگا ۱۷–۲۰۱۶ و سه تیم از سگوندا دویژن ۱۷–۲۰۱۶ می‌شوند. این سه تیم نیز خود شامل دو تیم برتر و یک تیم که به صورت پلی-آف انتخاب خواهد شد می‌باشند.
لوانته نخستین تیمی بود که در تاریخ ۲۹ آوریل ۲۰۱۷ بعد از پیروزی ۱ بر ۰ مقابل اویدئو، توانست از سگوندا دویژن بعد از یک فصل غیبت در لا لیگا به این لیگ صعود کند، خیرونا نیز پس از تساوی بدون گل مقابل ساراگوسا توانست بعد از لوانته به لا لیگا صعود کند.ختافه نیز آخرین تیمی بود که توانست با شکست هوئسکا و تنریف در مسابقات پلی-آف پس از یک سال بار دیگر در بالاترین سطح فوتبال اسپانیا حضور پیدا کند.
سه تیم اسپورتینگ خیخون، اوساسونا و گرانادا نیز که در فصل قبلی لیگ در پایین‌ترین رتبه های جدول بودند، دیگر در این فصل در لا لیگا حضور نخواهند داشت.

## جدول لیگ
| رتبه | تیم                   | بازی | برد | مساوی | باخت | گل زده | گل خورده | گل تفاضل | امتیاز | صعود یا سقوط                                   |
| ---- | --------------------- | ---- | --- | ----- | ---- | ------ | -------- | -------- | ------ | ---------------------------------------------- |
| ۱    | بارسلونا (ق)          | ۳۸   | ۲۸  | ۹     | ۱    | ۹۹     | ۲۹       | ۷۰+      | ۹۳     | واجد شرایط برای مرحله گروهی لیگ قهرمانان اروپا |
| ۲    | اتلتیکو مادرید        | ۳۸   | ۲۳  | ۱۰    | ۵    | ۵۸     | ۲۲       | ۳۶+      | ۷۹     | واجد شرایط برای مرحله گروهی لیگ قهرمانان اروپا |
| ۳    | رئال مادرید           | ۳۸   | ۲۲  | ۱۰    | ۶    | ۹۴     | ۴۴       | ۵۰+      | ۷۶     | واجد شرایط برای مرحله گروهی لیگ قهرمانان اروپا |
| ۴    | والنسیا               | ۳۸   | ۲۲  | ۷     | ۹    | ۶۵     | ۳۸       | ۲۷+      | ۷۳     | واجد شرایط برای مرحله گروهی لیگ قهرمانان اروپا |
| ۵    | ویارئال               | ۳۸   | ۱۸  | ۷     | ۱۳   | ۵۷     | ۵۰       | ۷+       | ۶۱     | واجد شرایط برای مرحله گروهی لیگ اروپا          |
| ۶    | رئال بتیس             | ۳۸   | ۱۸  | ۶     | ۱۴   | ۶۰     | ۶۱       | ۱−       | ۶۰     | واجد شرایط برای مرحله گروهی لیگ اروپا          |
| ۷    | سویا                  | ۳۸   | ۱۷  | ۷     | ۱۴   | ۴۹     | ۵۸       | ۹−       | ۵۸     | واجد شرایط برای پلی‌آف لیگ اروپا                |
| ۸    | ختافه                 | ۳۸   | ۱۵  | ۱۰    | ۱۳   | ۴۲     | ۳۳       | ۹+       | ۵۵     |                                                |
| ۹    | ایبار                 | ۳۸   | ۱۴  | ۹     | ۱۵   | ۴۴     | ۵۰       | ۶−       | ۵۱     |                                                |
| ۱۰   | خیرونا                | ۳۸   | ۱۴  | ۹     | ۱۵   | ۵۰     | ۵۹       | ۹−       | ۵۱     |                                                |
| ۱۱   | اسپانیول              | ۳۸   | ۱۲  | ۱۳    | ۱۳   | ۳۶     | ۴۲       | ۶−       | ۴۹     |                                                |
| ۱۲   | رئال سوسیداد          | ۳۸   | ۱۴  | ۷     | ۱۷   | ۶۶     | ۵۹       | ۷+       | ۴۹     |                                                |
| ۱۳   | سلتاویگو              | ۳۸   | ۱۳  | ۱۰    | ۱۵   | ۵۹     | ۶۰       | ۱−       | ۴۹     |                                                |
| ۱۴   | آلاوز                 | ۳۸   | ۱۵  | ۲     | ۲۱   | ۴۰     | ۵۰       | ۱۰−      | ۴۷     |                                                |
| ۱۵   | لوانته                | ۳۸   | ۱۱  | ۱۳    | ۱۴   | ۴۴     | ۵۸       | ۱۴−      | ۴۶     |                                                |
| ۱۶   | اتلتیک بیلبائو        | ۳۸   | ۱۰  | ۱۳    | ۱۵   | ۴۱     | ۴۹       | ۸−       | ۴۳     |                                                |
| ۱۷   | لگانس                 | ۳۸   | ۱۲  | ۷     | ۱۹   | ۳۴     | ۵۱       | ۱۷−      | ۴۳     |                                                |
| ۱۸   | دپورتیوو لاکرونیا (س) | ۳۸   | ۶   | ۱۱    | ۲۱   | ۳۸     | ۷۶       | ۳۸−      | ۲۹     | سقوط به سگوندا دیویژن                          |
| ۱۹   | لاس پالماس (س)        | ۳۸   | ۵   | ۷     | ۲۶   | ۲۴     | ۷۴       | ۵۰−      | ۲۲     | سقوط به سگوندا دیویژن                          |
| ۲۰   | مالاگا (س)            | ۳۸   | ۵   | ۵     | ۲۸   | ۲۴     | ۶۱       | ۳۷−      | ۲۰     | سقوط به سگوندا دیویژن                          |

### ورزشگاه‌ها و موقعیت جغرافیایی تیم‌ها
باشگاه فوتبال اتلتیکو مادرید اولین فصلی است که در ورزشگاه جدید خود، ورزشگاه واندا متروپولیتانو، به جای ورزشگاه ویسنته کالدرون بازی می‌کند؛ آن‌ها از سال ۱۹۶۶ در ویسنته کالدرون بودند.
باشگاه فوتبال دپورتیوو لاکرونیا هم قراردادی برای بازی در ورزشگاه ریازور امضا کرد.
باشگاه فوتبال رئال بتیس ورزشگاه خانگی خود را بازسازی کرد و حالا با ۶۰٬۷۲۰ صندلی، چهارمین ورزشگاه اسپانیا از نظر گنجایش است. همچنین تیم تازه لا لیگایی باشگاه فوتبال ژیرونا هم ورزشگاه مونتیلیوی را ارتقا بخشید تا استانداردهای لازم را کسب کند.
| تیم                             | موقعیت مکانی   | ورزشگاه                      | ظرفیت  |
| ------------------------------- | -------------- | ---------------------------- | ------ |
| باشگاه فوتبال دپورتیوو آلاوس    | بیتوریا        | ورزشگاه مندیزوروتسا          | ۱۹٬۸۴۰ |
| باشگاه فوتبال اتلتیک بیلبائو    | بیلبائو        | ورزشگاه سن مامس              | ۵۳٬۲۸۹ |
| باشگاه فوتبال اتلتیکو مادرید    | مادرید         | ورزشگاه واندا متروپولیتانو   | ۶۷٬۷۰۳ |
| باشگاه فوتبال بارسلونا          | بارسلون        | ورزشگاه نیوکمپ               | ۹۹٬۳۵۴ |
| باشگاه فوتبال سلتاویگو          | بیگو           | ورزشگاه بالایدوس             | ۲۹٬۰۰۰ |
| باشگاه فوتبال دپورتیوو لاکرونیا | لاکرونیا       | ورزشگاه ریازور               | ۳۲٬۹۱۲ |
| باشگاه فوتبال ایبار             | ایبار          | Ipurua                       | ۷٬۰۸۳  |
| باشگاه فوتبال اسپانیول          | کرنیا د یبرگات | ورزشگاه آرسی‌دی‌ئی             | ۴۰٬۵۰۰ |
| باشگاه فوتبال ختافه             | ختافه          | ورزشگاه کولیسیوم آلفونسو پرز | ۱۷٬۰۰۰ |
| باشگاه فوتبال ژیرونا            | ژیرونا         | ورزشگاه مونتیلیوی            | ۱۳٬۴۵۰ |
| باشگاه فوتبال لاس پالماس        | لاس پالماس     | ورزشگاه گران کاناریا         | ۳۲٬۴۰۰ |
| باشگاه فوتبال لگانس             | لگانس          | ورزشگاه بوتارکه              | ۱۱٬۴۵۴ |
| باشگاه فوتبال لوانته            | والنسیا        | ورزشگاه سیوداد والنسیا       | ۲۶٬۳۵۴ |
| باشگاه فوتبال مالاگا            | مالاگا         | ورزشگاه ال روسالدا           | ۳۰٬۰۴۴ |
| باشگاه فوتبال رئال بتیس         | سویا           | ورزشگاه بنیتو ویلامارین      | ۶۰٬۷۲۰ |
| باشگاه فوتبال رئال مادرید       | مادرید         | ورزشگاه سانتیاگو برنابئو     | ۸۱٬۰۴۴ |
| باشگاه فوتبال رئال سوسیداد      | سن سباستین     | ورزشگاه آنوئتا               | ۳۲٬۰۰۰ |
| باشگاه فوتبال سویا              | سویا           | ورزشگاه رامون سانچز پیس‌خوان  | ۴۲٬۷۱۴ |
| باشگاه فوتبال والنسیا           | والنسیا        | ورزشگاه مستایا               | ۴۹٬۵۰۰ |
| باشگاه فوتبال ویارئال           | ویارئال        | ورزشگاه ال مادریگا           | ۲۴٬۸۹۰ |

## روند صدرنشینان هفتگی
| تیم          | تعداد هفته‌های صدر نشینی | نام کوتاه شده |
| ------------ | ----------------------- | ------------- |
| بارسلونا     | ۳۶                      | FCB           |
| رئال مادرید  | ۱                       | RMA           |
| رئال سوسیداد | ۱                       | RSO           |

## جوایز لا لیگا

### جوایز ماهانه
| ماه     | بازیکن ماه    | بازیکن ماه     | مرجع   |
| ماه     | بازیکن        | باشگاه         | مرجع   |
| ------- | ------------- | -------------- | ------ |
| سپتامبر | سیمونه زازا   | والنسیا        | [ ۲۷ ] |
| اکتبر   | سدریک باکامبو | ویارئال        | [ ۲۸ ] |
| نوامبر  | یاگو آسپاس    | سلتاویگو       | [ ۲۹ ] |
| دسامبر  | لوییس سوارز   | بارسلونا       | [ ۳۰ ] |
| ژانویه  | آریتس آدوریتس | اتلتیک بیلبائو | [ ۳۱ ] |
| فوریه   | آنتوان گریزمن | اتلتیکو مادرید | [ ۳۲ ] |
| مارس    | رودریگو       | والنسیا        | [ ۳۳ ] |
| آوریل   | لیونل مسی     | بارسلونا       | [ ۳۴ ] |